# Paganini: Uczeń diabła
Paganini: Uczeń diabła (niem. Der Teufelsgeiger, ang. Paganini The Devil’s Violinist) – niemiecko-włoski dramat biograficzny z 2013 roku w reżyserii Bernarda Rose'a. Scenariusz filmu oparty został na biografii włoskiego skrzypka Niccolò Paganiniego.
Zdjęcia kręcono m.in. w Wiedniu, Ratyzbonie i Turynie.

## Fabuła
Jest rok 1830, Niccolò Paganini (w tej roli David Garrett) to wybitny skrzypek u szczytu kariery. Jego menedżer Urbani (Jared Harris) robi wszystko, aby postać wybitnego wirtuoza cały czas owiana była tajemnicą, dla spotęgowania zainteresowania jego wielbicieli. Paganini koncertuje na całym świecie, podczas swojego tournée trafia także po raz pierwszy do Londynu. W Anglii zatrzymują się w posiadłości brytyjskiego przedsiębiorcy Johna Watsona (Christian McKay) i jego żony Elizabeth (Veronica Ferres), gdzie Niccolò poznaje Charlotte (Andrea Deck), piękną córkę swoich gospodarzy. Poprzez wspólne zainteresowanie muzyką Paganini i młoda śpiewaczka mocno zbliżają się do siebie. Urbani obawia się, że straci wpływ na swojego protegowanego i próbuje temu zapobiec.

## Obsada
- David Garrett jako Niccolò Paganini
- Jared Harris jako Urbani
- Joely Richardson jako Ethel Langham
- Christian McKay jako John Watson
- Veronica Ferres jako pani Watson
- Helmut Berger jako lord Burghersh
- Olivia d’Abo jako Primrose Blackstone
- Andrea Deck jako Charlotte Watson

i inni.